# Лудогорие

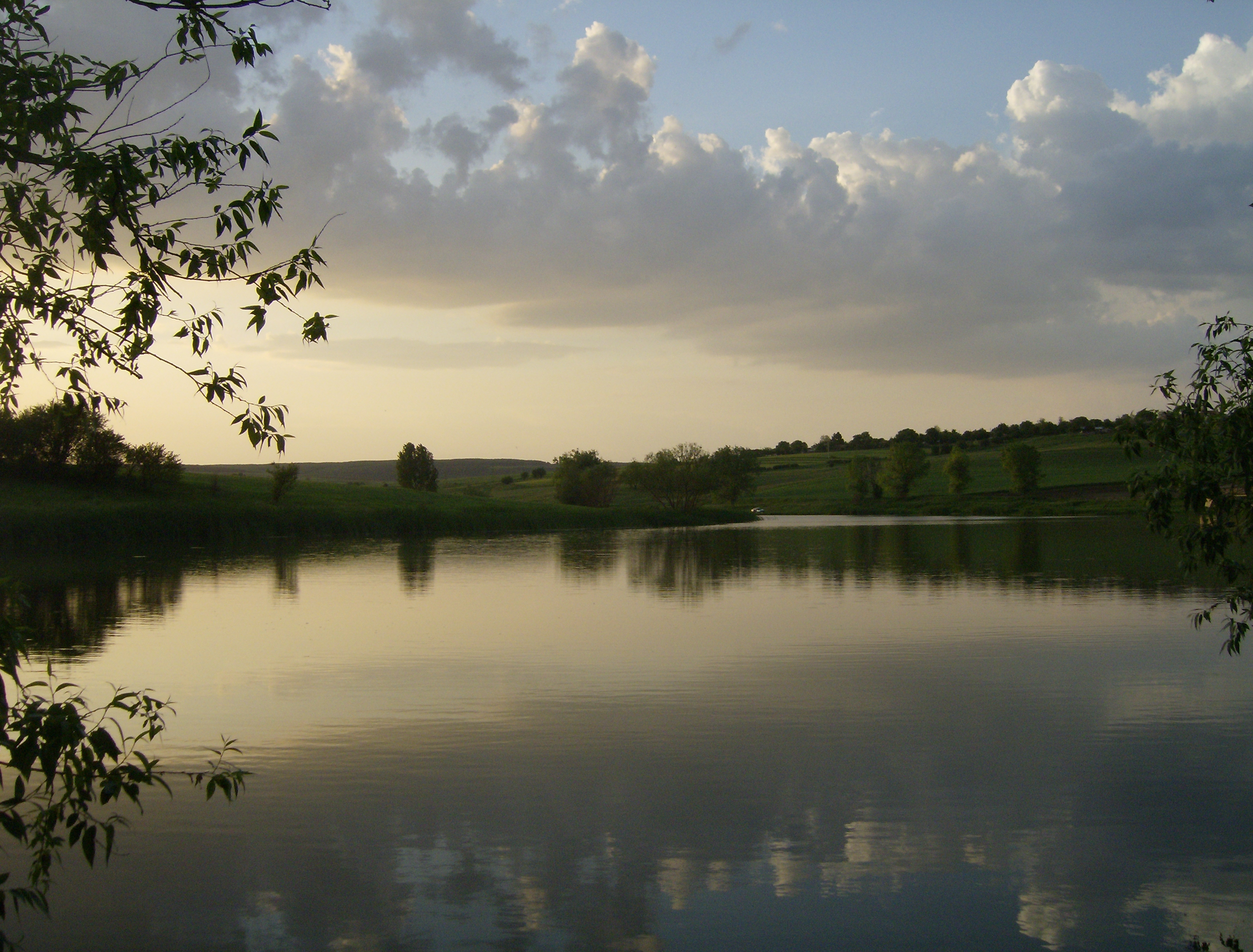
Закат над южным Лудогорием

Лудого́рие (также Лудого́рье, Лудого́рское плато; тюркск. и тур. Делиорман; тур. Deliorman, в буквальн. переводе сумасшедший лес) — плато, а также историко-географическая область, расположенная на северо-востоке республики Болгария в регионе Южная Добруджа или, в античные времена, Мёзия. Площадь плато составляет 2 637,6 км². На плато расположены города Каолиново, Исперих, Кубрат, Завет, Дулово, Главиница, Волчидол, Разград (у западного края). Преобладают высоты между 250 и 350 м. Самой высокой частью плато являются так называемые Самуиловы высоты с пиками Воеводская вершина (501 м) и поднятием Стана (441 м) над Новопазарской котловиной.

## История

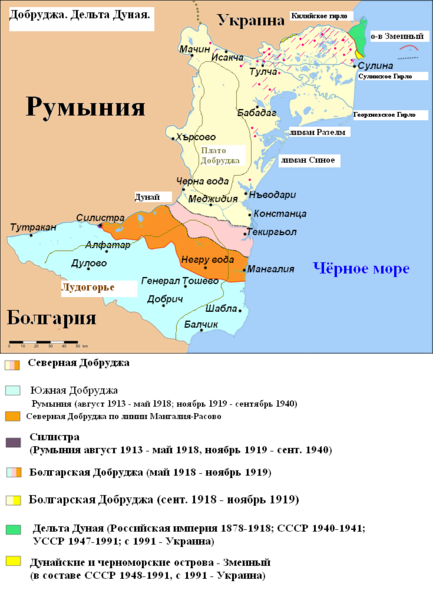
Лудогорие (Южная Добруджа) в XX веке долгое время находилось в составе Королевства Румынии

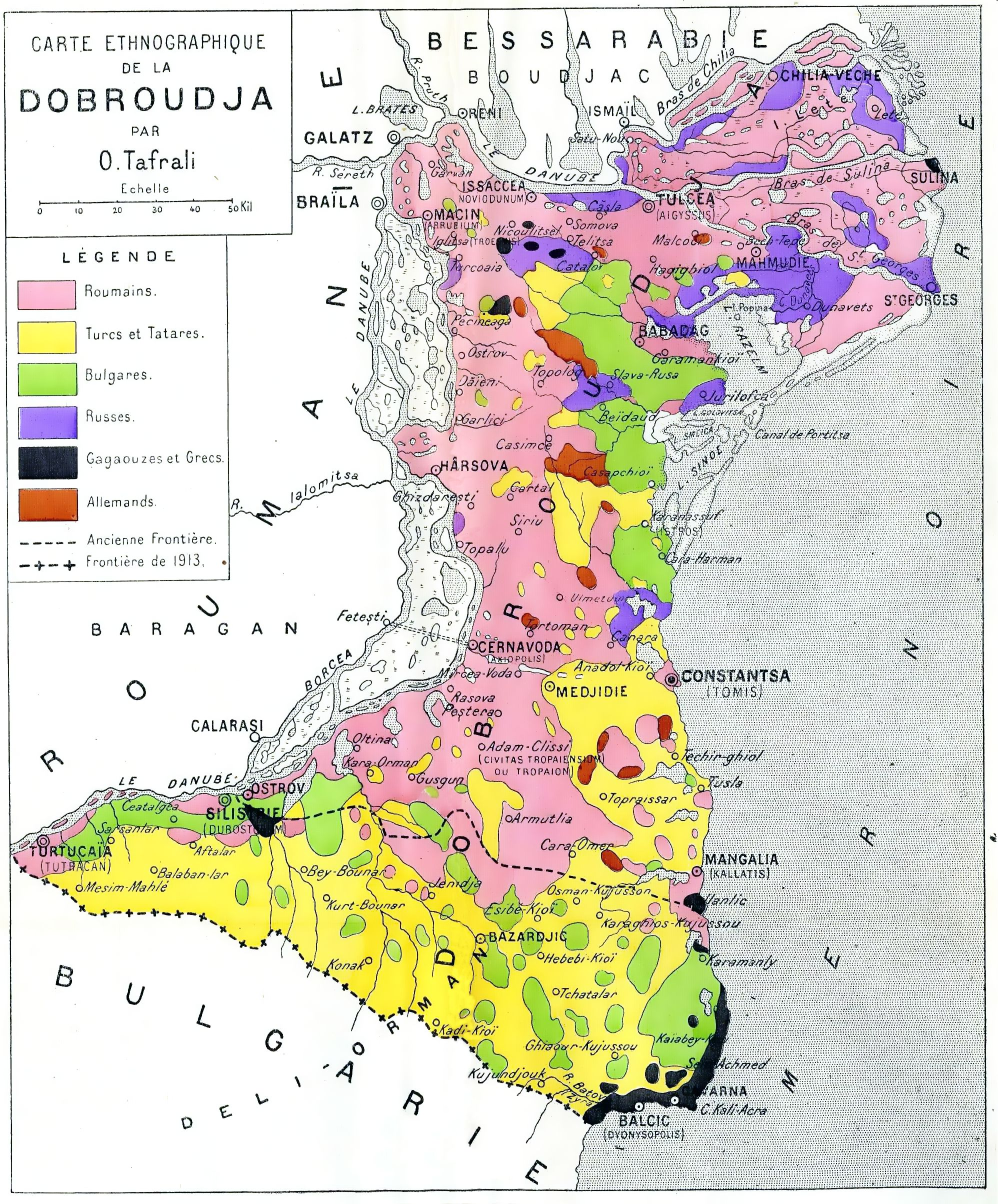
Этнический состав Добружди, в том числе Лудогория (Южная Добруджа), в 1918 году (розовым показаны румыны, жёлтым — турки и крымские татары, зелёным — болгары, фиолетовым — русские, чёрным — гагаузы и греки, коричневым — немцы)

Лудогорие представляет собой невысокое засушливое плато, переходящее к северу в плато Добруджа, которое на западе окаймляют такие же невысокие Тулчинские горы, расположенные на территории региона Добруджа (Румыния). С конца VII века плато было местом компактного проживания различных тюркских народов. Во времена Османской империи плато получило своё официальное название Делиорман, которое сохранялось до кампании по болгаризации географических названий. В 1942 году область получила название Полесие. Это название объяснялось тем, что в прошлом границей плато служил ареал девственных лесов, площадь которых сильно уменьшилась с течением времени в результате вырубки. Но это название не прижилось и в 1950 году турецкое название было переведено на болгарский язык, дав современное название Лудогорие. Плато населяют болгары, традиционно многочисленны здесь турки и гаджалы, а также есть цыгане.